# Храм Святого Князя Владимира (Асбест)
Храм во имя Святого Благоверного Князя Владимира — старейший из ныне действующих православных храмов города Асбеста. Относится к Каменской епархии Русской православной церкви.
Здание церкви было заложено в 1991 году. Торжественное освящение во имя равноапостольного князя Владимира состоялось спустя три года в сентябре 1994 года.
С момента основания прихода его настоятелем был протоиерей Павел Алабушев. Отец Павел скончался 27 июля 2010 года во время Всенощного бдения на 78 году жизни непосредственно в храме. В настоящее время приход возглавляет протоиерей Леонид Свекло.
В цокольном этаже храма расположен православный музей, открытый для всех желающих. При храме действует церковно-приходская школа. Также на территории храма работает церковная лавка.